# Chandler, Oklahoma
Chandler är administrativ huvudort i Lincoln County i Oklahoma. Orten har fått sitt namn efter politikern George Chandler. Enligt 2010 års folkräkning hade Chandler 3 100 invånare.

## Kända personer från Chandler
- Roy Harris, kompositör